# Адамов Борис Ісайович
Борис Ісайович Адамов (нар. 17 червня 1951) — гірничий інженер-механік, юрист, державний службовець, колишній заступник голови–керівника апарату Донецької обласної державної адміністрації (2006—2011), професор кафедри загального та адміністративного менеджменту Донецького державного університету управління, доктор економічних наук, академік Академії економічних наук України.

## Життєпис
Наукова кар'єра: кандидат технічних наук — 1982 р., доктор економічних наук — 1999 р., професор — 2004 р.
Входив до складу робочої групи з розроблення проекту концепції реформування Національної академії державного управління при Президентові України

## Нагороди
Нагороджений орденом «За заслуги» ІІІ ступеня, почесним званням «Заслужений юрист України», Почесною грамотою Кабінету Міністрів України, Почесним знаком Донецької обласної ради, знаками «Відмінник освіти України», «Державна служба України „За сумлінну працю“».